# CLAS-Cajastur
CLAS-Cajastur [uitspraak: 'klɑs kɑxɑ'stur] was een Spaanse wielerploeg, van 1988 tot en met 1993 actief in het professionele wielerpeloton. Manager was José Manuel Fuente.

## Historiek
Van 1979 tot 1987 was CLAS een amateurploeg en werd er niet deelgenomen aan grote wielerwedstrijden. Gewezen wielrenner José Manuel Fuente, een klimmer, was toen ook al manager van de ploeg. In ruime zin was CLAS een voorloper van de Italiaanse Mapei-ploeg van Giorgio Squinzi. In 1994 stapten veel renners over naar Mapei, waarvan CLAS co-sponsor werd. CLAS-Cajastur was vooral succesvol in 1992 en 1993, en dat met speciale dank aan een Zwitser met als bijnaam de Muis.
CLAS-Cajastur (in 1988 heet de ploeg CLAS-Razesa) focuste voornamelijk op het grote rondewerk. De grootste overwinningen werden behaald door de Zwitser Tony Rominger. In 1992 schreef hij de Ronde van Lombardije op zijn naam. In zowel 1992 als 1993 won Rominger met de Ronde van Spanje een Grote Ronde, nadat de Spanjaard Federico Echave dit voordien had gepoogd te doen voor CLAS-Cajastur. Echave deed een aantal keer een gooi naar eindwinst in de Ronde van Italië en Ronde van Spanje, maar hij moest zich tevreden stellen met een plek in de top tien van de eindklassering.
Rominger won in 1993 ook drie etappes in de Ronde van Frankrijk, maar het eindklassement ging naar Miguel Indurain (Banesto) die de Tour uiteindelijk vijf maal won. Rominger werd finaal tweede in het eindklassement en won bovendien het bergklassement, voor de Italiaan Claudio Chiappucci (Carrera Jeans) en de Colombiaan Oliverio Rincón (Amaya Seguros).
In 1994 won Rominger opnieuw de Vuelta, voor Mapei-CLAS (later Mapei-GB) waar hij reed tot en met 1996. Zijn adjudanten Federico Echave, Arsenio González, Fernando Escartín, Jon Unzaga, Francisco Javier Mauleón, Fabio Hernán Rodríguez en Iñaki Gastón vergezelden hem destijds allen naar Mapei met Alvaro Crespi als nieuwe teammanager.

## Bekende wielrenners
- Federico Echave
- Nico Emonds
- Fernando Escartín
- Manuel Fernández Ginés
- Iñaki Gastón
- Arsenio González
- Abraham Olano
- Francisco Javier Mauleón
- Tony Rominger
- Jon Unzaga

## Grote Rondes
| Jaar | Ronde van Italië    | Ronde van Italië | Ronde van Frankrijk          | Ronde van Frankrijk                 | Ronde van Spanje             | Ronde van Spanje                                                          |
| Jaar | hoogste klassering  | etappewinst      | hoogste klassering           | etappewinst                         | hoogste klassering           | etappewinst                                                               |
| ---- | ------------------- | ---------------- | ---------------------------- | ----------------------------------- | ---------------------------- | ------------------------------------------------------------------------- |
| 1988 | geen deelname       | geen deelname    | geen deelname                | geen deelname                       | 30e Manuel Cunha             |                                                                           |
| 1989 | geen deelname       | geen deelname    | geen deelname                | geen deelname                       | 61e Francisco Javier Mauleón |                                                                           |
| 1990 | 5e Federico Echave  |                  | geen deelname                | geen deelname                       | 6e Federico Echave           | 17e Federico Echave                                                       |
| 1991 | 13e Federico Echave |                  | 33e Pello Ruiz Cabestany     |                                     | 4e Federico Echave           |                                                                           |
| 1992 | geen deelname       | geen deelname    | 19e Francisco Javier Mauleón |                                     | 1e Tony Rominger             | 8e Jon Unzaga 15e Francisco Javier Mauleón 19e (ITT) en 20e Tony Rominger |
| 1993 | geen deelname       | geen deelname    | 2e Tony Rominger             | 10e, 11e en 19e (ITT) Tony Rominger | 1e Tony Rominger             | 11e, 14e en 19e Tony Rominger                                             |

## Belangrijkste overwinningen
1988

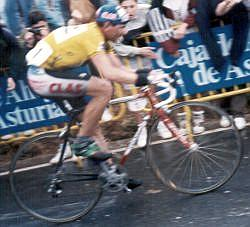
Tony Rominger in de (destijds nog) gouden leiderstrui in de Ronde van Spanje 1993; hij won in 1992 en 1993 de Vuelta voor CLAS

- 9e etappe Ronde van Portugal: Manuel Cunha

1989
- 3e etappe Ronde van Burgos: Francisco Javier Mauleón

1990
- 17e etappe Ronde van Spanje: Federico Echave
- 3e etappe Ronde van Catalonië: Iñaki Gastón
- Catalaanse Wielerweek: Iñaki Gastón

1991
- 3e etappe Ronde van Valencia: Federico Echave

1992
- Proloog en 5e etappe Parijs-Nice: Tony Rominger
- 8e etappe Ronde van Spanje: Jon Unzaga
- 15e etappe Ronde van Spanje: Francisco Javier Mauleón
- 19e etappe Ronde van Spanje: Tony Rominger
- 20e etappe Ronde van Spanje: Tony Rominger
- Eindklassement Ronde van Spanje: Tony Rominger
- Ronde van Lombardije: Tony Rominger

1993
- 10e, 11e en 19e etappe Ronde van Frankrijk: Tony Rominger
- Bergklassement Ronde van Frankrijk: Tony Rominger
- 11e, 14e en 19e etappe Ronde van Spanje: Tony Rominger
- Eindklassement Ronde van Spanje: Tony Rominger